# 陆皓东
陆中桂（1868年9月30日—1895年11月7日），字献香，号皓东，清朝末年的一位革命烈士，广东香山（今中山）人，出生于上海，與中華民國國父孙中山是從小一起長大的好友，也是青天白日旗的设计者。光绪二十一年（1895年）因發動革命起義被清政府拘捕遭處死。

## 生平

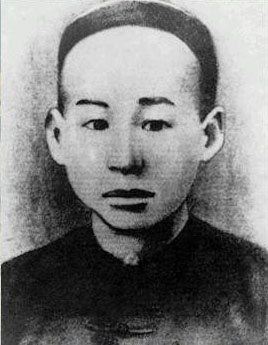
青年照

清同治七年（1868年）9月30日出生。陸皓東與孫中山是同鄉，在上海接受教育:35。
1883年夏天以後，在夏威夷半工半讀的孫因經常勸說在夏威夷工作的華僑工人不要膜拜關聖帝君神像，兄長擔憂其觸犯眾怒，將17歲的孫送回翠亨村家鄉。不久，孫與同鄉友人陸皓東一起「搗毀偶像」，破壞翠亨村村中的北帝廟神像，不為鄉人所容。
1884年10月18日，陸皓東經孫向他傳福音並在其帶領下，於基督教綱紀慎會（又稱公理會）位於港島必列者士街的佈道所，由美國公理會傳教士喜嘉理牧師（Rev. Charles R. Hager）為他主持洗禮加入教會，在其所屬教會存留之受洗名單中，陸皓東署名「陸中桂」（名單中排第四）。
1887年1月，當孫文在香港的香港華人西醫書院習醫時，陸皓東就讀上海電報學堂，1890年畢業後回鄉與黎小卿結婚，1891年再到上海任職電報局，這段期間常在滬、港澳間往返。
1894年6月中，孫中山棄醫，偕陸皓東至天津上書李鴻章。
1895年2月18日，陸皓東在孫中山的召集之下，與鄭士良、陳少白、楊鶴齡等人討論籌備“香港兴中会總會”。
1895年3月16日，首次幹部會議決定先攻取廣州，並採用陸皓東設計之青天白日旗為起義軍旗。
清光緒二十一年（1895年）9月9日，孫中山率領鄭士良、陸皓東等興中會會友，準備第一次起義，史稱乙未广州起义，然以事機洩密，接濟未至而失敗。陸皓東在广州双门底（今北京路白沙巷口）圣教书楼後礼堂起义指挥机关被捕，后被押南海县署受审。当时两广总督谭钟麟，令南海知县李征庸提讯，命其跪下。陆皓东不肯，慨然写书数千。陸皓東即便被嚴刑拷打，也拒不供出同謀名單，他在赴義前稱:69：「……吾方以外患為之日迫，欲治其標；孫中山則主滿仇之必報，思治其本。……要之：今日非廢滅滿清，決不足以光復漢族；非誅除漢奸，又不足廢滅滿清。故吾等尤欲誅一二狗官，以為我漢人當頭一棒。今事雖不成，此心甚慰。但一我可殺，而繼我而起者而不可盡殺。公羊既殁，九世含寃。異人歸楚，吾說自驗。吾言盡矣，請速行刑」:131。
李征庸为之感慨，称：“汝英年妙品，何为自取杀身之祸？汝不自惜，吾甚为汝可之。”
陆皓东大怒道：
|  | 中国地大物博，民众甲于全球，徒以满清政府政体专制，外交失败，坐使贫弱达于极点。吾等今日举事，本欲倾覆清政府，更立新共和政府，凡有效功于满清如汝辈者，吾等满拟杀一二以警其余，今谋泄被执，我既不能杀汝，则汝今可杀我，有何可惜！ |

当时美国驻广州领事馆为他做保证，称其为电报局翻译生，不是谋反者。但是李出示其供词，美国领事无可奈何。
清光緒二十一年（1895年）11月7日，譚鍾麟下令處以死刑，陸皓東被押往刑場問斬。同时被处决的还有朱贵全、邱四等人。

## 信仰
陸皓東是基督徒，到香港後，他進入香港西式學校就讀，以補村塾舊式教育之不足。每逢主日，陸便到香港必列者士街的美國綱紀慎會（公理會佈道所，現為必列啫士街街市）做禮拜。該教會是美國宣教士喜嘉理（Rev. Charles R. Hager）牧師所創，是應美國華僑基督徒的要求而設立的。1884年，孫中山和陸皓東二人分別於5月初及10月中在香港綱紀慎會禮拜堂正式受洗成為基督徒。在二人所屬教會之受洗名冊上，孫中山署名「孫日新，香山翠亨鄉」，而陸皓東的名字則是「陸中桂」。

## 墓地
陆皓东烈士坟场，位于中山市南朗镇翠亨村犁头山，为中山市的一个省级文物保护单位，建于1937年。2008年11月18日，列入广东省文物保护单位。
陸皓東墳場佔地約2,000平方米，墓地約350平方米，墓道東邊建有花崗岩四柱方頂涼亭，亭內三面有花崗岩石櫈，中間有圓石台；西邊是花棚架，主墓道有陸皓東烈士石雕塑像，像基座刻陸皓東生平銘文。墳場最後是圓頂墓穴。墓前有石牌坊，橫額上書「陸皓東烈士墳場」，為中華民國中山縣縣長楊子毅所題。

## 紀念

青天白日旗

- 陸皓東被孙中山称为「中国有史以来为共和革命而牺牲之第一人」。
- 中國國民黨以其設計的青天白日旗做為日後中國國民黨的党旗。以青天白日旗為基底設計的青天白日滿地紅旗後來被國民政府選用為中華民國國旗，而青天白日旗之後也衍生成中華民國國徽。
- 臺灣郵政總局於1979年3月29日發行以陸皓東的頭像做為發行的首日封郵票，一張2元新台幣面值。
- 臺灣高雄市三民區有路名為「皓東路」。

### 孫女致詞
2011年是中华民国建國一百周年，在台湾举办的《三二九黄花岗一百年纪念暨春祭先烈大典》上，陆皓东孙女陆淑贞女士在台上以粵語致词。